# Acheron (Schiff, 1931)
Die HMS Acheron (H45) war ein Zerstörer der A-Klasse der britischen Royal Navy. Im Zweiten Weltkrieg wurde der Zerstörer mit der Battle Honour „Norway 1940“ ausgezeichnet.
Am 17. Dezember 1940 lief die Acheron vor der Isle of Wight auf eine Mine und sank innerhalb kurzer Zeit. 192 Mann starben, nur 19 Überlebende konnten geborgen werden.

## Geschichte des Bootes
Die HMS Acheron war eines der acht Boote der A-Klasse, der ersten Zerstörerklasse der Royal Navy, die nach dem Ende des Ersten Weltkriegs gebaut wurde. Die Erfahrungen mit zwei zuvor gebauten Prototypen (Ambuscade und der ebenfalls von Thornycroft gebauten Amazon) flossen in die Planung und den Bau ein. Zur Klasse gehörte noch der etwas größere Flottillenführer Codrington; oft werden zwei bei Thornycroft 1931 für die Royal Canadian Navy entstandene ähnliche Zerstörer (Saguenay und Skeena) der Klasse zugerechnet.
Die HMS Acheron lief am 18. März 1930 als einziges Boot der Klasse bei Thornycroft in Woolston bei Southampton vom Stapel. In Dienst gestellt wurde es am 13. Oktober 1931 als letztes der Klasse, 18 Monate nach dem vorletzten. Grund für die späte Einsatzbereitschaft waren die Kessel, mit denen erstmals die Nutzung von Hochdruckkesseln erprobt wurde. Die Kessel waren ein Versuchstyp der Bauwerft. Man erhoffte sich davon eine verbesserte Reichweite.

### Einsatzgeschichte
HMS Acheron bildete zunächst gemeinsam mit ihren Schwesterbooten die 3. Zerstörerflottille, die der Mittelmeerflotte zugeordnet wurde. Zur Zeit des Kriegsbeginns war das Boot jedoch in Portsmouth in Reparatur und konnte erst im Oktober der dortigen 18. Flottille für Aufgaben im Ärmelkanal zugeführt werden. Zu den Aufgaben gehörte die Sicherung von Geleitzügen in diesem Bereich, insbesondere auch der Truppentransporte nach Frankreich. Von Mitte Dezember bis Ende März 1940 war das Boot wegen einer Maschinenreparatur nicht einsatzbereit.
Am 23. März verlegte das Boot nach Scapa Flow zum Dienst bei der 16. Zerstörerflottille der Home Fleet. Nach der deutschen Besetzung Norwegens im April 1940 (Unternehmen Weserübung) wurde der Zerstörer zur Deckung von Schiffen der Home Fleet bei den einsetzenden Gegenmaßnahmen eingesetzt. Am 17. April begleitete das Boot mit der Arrow die Kreuzer Galathea, Arethusa, Carlisle und Curacoa nach Åndalsnes, wo alliierte Truppen gelandet wurden. Die Zerstörer kontrollierten die Küstengewässer, um weitere Fortschritte der Deutschen und den Kontakt ihrer Landungspunkte untereinander zu verhindern. Dabei gelang es am 26. April gemeinsam mit den Zerstörern Arrow und Griffin, das deutsche Vorpostenboot „Schiff 26“ (ex Julius Pickenpack, 393 BRT) zu kapern, das getarnt unter niederländischer Flagge als „Polares“ fuhr. Es wurden äußerst wertvolle geheime Codebücher und Schlüsselzettel erbeutet. Dies erlaubte den britischen Codebreakers von Hut 8 (Baracke 8) im englischen Bletchley Park den Einbruch in den deutschen Marinefunkschlüssel. Es folgten weitere Einsätze zum Schutz der vor Norwegen eingesetzten britischen Flugzeugträger. Am 30. April sicherte das Boot mit der Antelope und Beagle den Abzug aus Namsos.
Am 31. Mai lief die Acheron mit den Flugzeugträgern Ark Royal und Glorious sowie den Zerstörern Highlander, Diana, Acasta und Ardent zum letzten Mal aus Scapa Flow nach Norwegen, um den endgültigen Abzug der Alliierten zu unterstützen. Auf dem Rückmarsch befand sich die Acheron in der Gruppe der Ark Royal, während die Schwesterboote Acasta und Ardent sich bei der Glorious befanden und von den deutschen Schlachtschiffen Scharnhorst und Gneisenau versenkt wurden.
Das Boot wurde dann zur 1. Zerstörerflottille überstellt, die mit dem Geleitdienst im Ärmelkanal und der westlichen Biskaya betraut war. Am 21. Juni erhielt das Boot in Portsmouth eine zusätzliche 76-mm-Flak unter Abgabe des hinteren Torpedosatzes. Diese Veränderung der Bewaffnung wurde um diese Zeit bei allen verbliebenen Zerstörern der Klasse durchgeführt. Dazu wurde der hintere Mast entfernt, um dem zusätzlichen Flugabwehrgeschütz einen großen Feuerbereich zu geben. Am 20. Juli wurde das Boot südlich von St. Catherines Point auf der Isle of Wight von deutschen Flugzeugen angegriffen und durch viele Nahtreffer beschädigt. Anfang August begann die Reparatur auf der Marinewerft in Portsmouth. Dort erhielt die Acheron am 24. August einen schweren Bombentreffer im Heck. Zwei Mann wurden getötet, drei schwer verletzt. Die Maschine erlitt Schäden, dazu der hintere Decksaufbau und das erhöhte Heckgeschütz. Als Ersatz wurde das entsprechende Geschütz des noch schwerer beschädigten Zerstörers Boadicea eingebaut. Erst am 2. Dezember 1940 war die Reparatur und Umrüstung abgeschlossen. Es war geplant, den Zerstörer künftig als Artillerie-Schulschiff einzusetzen.

### Der Verlust derAcheron
Die HMS Acheron begann dann mit Probefahrten. Am 17. Dezember 1940 lief sie während einer Probefahrt nach einem kurzen Werftaufenthalt vor der Isle of Wight auf eine Mine und sank innerhalb von vier Minuten. 167 Besatzungsmitglieder und 25 Werftarbeiter starben, nur 19 Überlebende konnten geborgen werden.
Das in zwei Teile zerbrochene Wrack wurde 1984 von Tauchern in einer Tiefe von 48 m auf der Position 50° 30′ 0″ N, 1° 32′ 0″ W entdeckt. HMS Acheron ist seit 2006 durch den „Protection of Military Remains Act“ von 1986 geschützt. Das Wrack darf zwar von außen durch Taucher betrachtet werden, das Eindringen oder das Sammeln von Souvenirs ist jedoch verboten.

### Anmerkung
1. ↑  Ob die Hoffnung einer erhöhten Reichweite durch die Verwendung von Hochdruckkesseln eintraf, konnte nicht festgestellt werden. Alle Quellen erwähnen jedoch eine erhöhte Anfälligkeit der Maschinenanlage des Zerstörers.